# Belleville, New York
Belleville är en ort i Jefferson County i delstaten New York, USA.